# Marcos Soares (político)
Marcos Bezerra Ribeiro Soares (Rio de Janeiro, 16 de maio de 1978) é um advogado e político, filiado ao União Brasil. É filho do missionário R. R. Soares.
Em 2006, candidatou-se ao cargo de deputado estadual, tendo ocupado a primeira suplência, com 34.601 votos, pelo PDT. Assumiu a cadeira na Alerj com a renúncia de Sheila Gama, em 2009, depois que esta foi eleita à vice-prefeitura de Nova Iguaçu, na chapa de Lindberg Farias, do PT. Em 2010, foi reeleito ao cargo na Assembleia, com 52.099 votos, novamente pelo PDT.
Foi eleito deputado federal em 2014, para a 55ª Legislatura. Como deputado federal, votou a favor da admissibilidade do processo de impeachment de Dilma Rousseff. Já durante o Governo Michel Temer, votou a favor da PEC do Teto dos Gastos Públicos. Em abril de 2017 foi favorável à Reforma Trabalhista. Em agosto de 2017 votou a favor do presidente Michel Temer, no processo em que se pedia abertura de investigação, e que poderia lhe afastar da presidência da república.
Em 2021, tomou posse como Deputado Federal  no lugar de Pedro Paulo que assumiu a Secretaria de Fazenda na prefeitura do Rio de Janeiro.
Na eleição presidencial de 2022, indiciou voto em Luiz Inácio Lula da Silva (PT).